# Равнинна бронеглава дървесница
Равнинните бронеглави дървесници (Trachycephalus jordani) са вид земноводни от семейство Дървесници (Hylidae).
Срещат се по тихоокеанското крайбрежие на Еквадор и съседни райони на Колумбия и Перу.
Таксонът е описан за пръв път от норвежкия биолог Леонард Хес Щейнегер през 1891 година.